# Meer Directe Democratie
Meer Directe Democratie (MDD) is een Nederlandse politieke partij, die van de oprichting in 2021 tot de verkiezingen van 2024 vertegenwoordigd was in het Europees Parlement.

## Geschiedenis
De partij werd opgericht door Dorien Rookmaker, die vanaf 12 februari 2020 in het Europees Parlement zetelde; in eerste instantie namens de Groep Otten, en daarna onafhankelijk. Vanaf 25 september 2021 zat zij in het Europarlement namens MDD. Rookmaker is daarnaast voorzitter van de partij. Vanaf 8 december 2021 maakte de partij deel uit van de fractie van de Europese Conservatieven en Hervormers (ECH).
MDD deed mee aan de Europese verkiezingen van 6 juni 2024, maar behaalde met 11.295 stemmen slechts 0,18 procent van de stemmen. Hierdoor verloor MDD haar zetel, en keerde ze niet terug in de nieuwe zittingsperiode. Opvallend was dat Hester Bais, de nummer 2 op de lijst, ruim 2.000 stemmen meer haalde dan lijsttrekker Dorien Rookmaker.
In 2025 sloot Rookmaker zich aan bij Belang van Nederland (BVNL), de partij van Wybren van Haga.

## Standpunten
De partij had bij de Europese verkiezingen geen eigen verkiezingsprogramma, maar wilde een platform zijn voor volksvertegenwoordigers die elk hun eigen keuzes maken. Volgens partijleider Rookmaker zou dit moeten leiden tot een kritischer Europarlement en de verwezenlijking van meer idealen.
MDD was lid van de European Alliance for Freedom and Democracy (EAFD), een Europese partij die ageerde tegen corruptie en voor rechtsstatelijkheid. De EAFD werd opgeheven in 2023.